# تورکا (ایرن)
تورکا (انگلیسی: Turka) یک رودخانه در سرزمین پرم کشور روسیه است.